# Jordan Caron
Jordan Julien Caron (* 2. November 1990 in Sayabec, Québec) ist ein ehemaliger kanadischer Eishockeyspieler, der im Verlauf seiner aktiven Karriere zwischen 2006 und 2021 unter anderem 166 Partien für die Boston Bruins und Colorado Avalanche in der National Hockey League (NHL) auf der Position des rechten Flügelstürmers bestritten hat. Zudem absolvierte er auch Spiele in zahlreichen europäischen Ligen, darunter für die Krefeld Pinguine und Schwenninger Wild Wings in der Deutschen Eishockey Liga (DEL).

## Karriere
Jordan Caron begann seine Karriere als Eishockeyspieler bei den Océanic de Rimouski, für das er von 2006 bis 2010 in der kanadischen Juniorenliga Ligue de hockey junior majeur du Québec aktiv war. In diesem Zeitraum wurde der Flügelspieler im NHL Entry Draft 2009 in der ersten Runde als insgesamt 25. Spieler von den Boston Bruins ausgewählt. Zunächst blieb er jedoch in der QMHL und wechselte am 8. Januar 2010 innerhalb der Liga zu den Huskies de Rouyn-Noranda. Am 31. März 2010 unterschrieb der Kanadier einen Dreijahresvertrag bei den Boston Bruins, von denen er zur Saison 2010/11 erstmals in ihren NHL-Kader berufen wurde. Am 10. Oktober 2010 gab er sein Debüt in der National Hockey League im Spiel der Boston Bruins gegen die Phoenix Coyotes. Sein erstes NHL-Tor gelang ihm am 16. Oktober 2010 gegen die New Jersey Devils.
Im März 2015 transferierten ihn die Bruins samt einem Sechstrunden-Wahlrecht für den NHL Entry Draft 2016 zu der Colorado Avalanche, wobei die Bruins im Gegenzug Maxime Talbot und Paul Carey erhielten. In Colorado beendete Caron die Saison, jedoch wurde sein Vertrag im Anschluss nicht verlängert, sodass er im Juli 2015 einen neuen Zweijahreskontrakt bei den St. Louis Blues unterzeichnete.
Im Oktober 2017 wechselte Caron zu den Krefeld Pinguinen in die Deutsche Eishockey Liga (DEL). Im November 2018 nutzte er eine Ausstiegsklausel in seinem Vertrag mit den Pinguinen und wechselte in die Kontinentale Hockey-Liga zum HK Sibir Nowosibirsk. Im November 2019 gaben die Schwenninger Wild Wings seine Verpflichtung bekannt. Das Engagement endete aber bereits nach vier Monaten mit dem Wechsel in die Schweizer National League zum Genève-Servette HC im Februar 2020. Für diesen kam er in vier Spielen zum Einsatz. Anschließend war er vereinslos, ehe er im November 2020 vom EC VSV aus der österreichischen ICE Hockey League verpflichtet wurde. Im September 2021 beendete der Kanadier seine Karriere als Aktiver.

### International
Für Kanada nahm Caron an der U20-Junioren-Weltmeisterschaft 2010 teil. Bei dieser gewann er mit seiner Mannschaft die Silbermedaille. Zu dem Erfolg trug er mit vier Torvorlagen in sechs Spielen bei.

## Erfolge und Auszeichnungen
- 2009 Teilnahme am CHL Top Prospects Game
- 2010 Silbermedaille bei der U20-Junioren-Weltmeisterschaft

## Karrierestatistik

### International
Vertrat Kanada bei:
- Ivan Hlinka Memorial Tournament 2007
- U20-Junioren-Weltmeisterschaft 2010

(Legende zur Spielerstatistik: Sp oder GP = absolvierte Spiele; T oder G = erzielte Tore; V oder A = erzielte Assists; Pkt oder Pts = erzielte Scorerpunkte; SM oder PIM = erhaltene Strafminuten; +/− = Plus/Minus-Bilanz; PP = erzielte Überzahltore; SH = erzielte Unterzahltore; GW = erzielte Siegtore; 1 Play-downs/Relegation; Kursiv: Statistik nicht vollständig)